# Биктяшево
 Биктяшево  — деревня в Балтасинском районе Татарстана. Входит в состав Салаусского сельского поселения.

## География
Находится в северо-западной части Татарстана на расстоянии приблизительно 7 км на северо-восток по прямой от районного центра поселка Балтаси на реке Шошма.

## История
Основана конце XVIII века выходцами из деревень Дурга, Село-Чура, Яныль. С 1903 по 1918 год действовала Покровская церковь. Относилась к кряшенским деревням.

## Население
Постоянных жителей было: в 1834 году — 158, в 1859—174, в 1884—363, в 1897—419, в 1910—518, в 1920—619, в 1926—509, в 1938—508, в 1958—244, в 1970—282, в 1979—255, в 1989—238, в 2002 году 218 (кряшены 87%), в 2010 году 224.